# Raketgruppen IRA

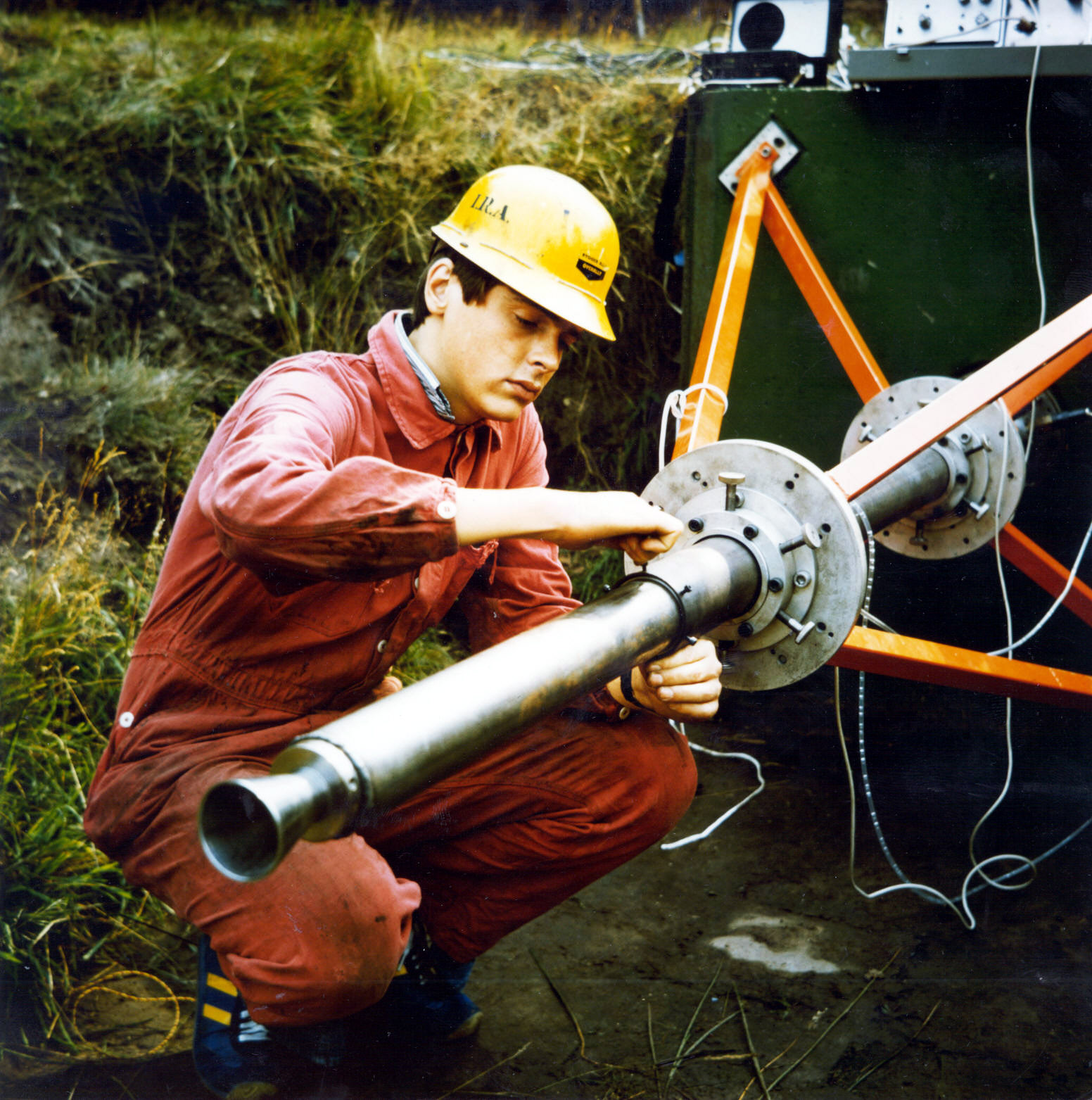
Raketgruppen IRA testar raketmotor i dragbänk. Mätning av brännkammartryck, dragkraft och brinntid sker med 300 mätningar per sekund.

Raketgruppen IRA var en amatörraketförening som grundades i månadsskiftet september–oktober 1965 i Djursholm. Bokstäverna IRA betyder International Rocket Association, men klubben blev mest känd som Raketgruppen IRA. När klubben grundades var det fem medlemmar från tre olika länder, därav det engelska namnet. En av grundarna var son till en diplomat från USA, David Gordon. Klubben byggde raketer och utvecklade ganska avancerade raketmotorer. Klubben lades ner 1999. Från början på 1970-talet hade klubben mycket kontakter med andra liknande klubbar i Europa, bl.a. Nederländerna, Danmark, Italien och Tyskland. Bilden från statiska testen är tagen från samarbete med den Nederländska klubben "NERO" 1977. Nero var dåtidens specialister på mätningar och IRA var specialisterna i Europa på PVC-kompositkrut motorer.

## Världsrekord
Vintern 1978 sköt klubben upp raketen Oden med 3 kg PVC-kompositkrut som drivmedel. Raketens brinntid var 1,1 sekund med en genomsnittlig acceleration om 50 "g". Ljudvallen (ca 1250 km/h) passerades på ca 0,8 sekund efter start och sluthastigheten var 1900 km/h som uppnåddes efter 1,1 sekund. Världens snabbaste accelererande raket byggd av amatörer. Ett inofficiellt världsrekord. Raketen nådde till 4,5 km höjd.

## Herkules
1978–1979 utvecklades en större raketmotor, Herkules som hade 8,5 kg bränsle, 100 mm diameter och drygt 1,3 meter lång. Den testades 1979 i dragbänk där prestanda kunde fastställas vara knappt 95% av teoretiska värden. Brinntid 5 sekunder. Herkules var avsedd dels som enstegsraket och skulle nå 8–10 km höjd beroende på vikt av nyttolast. Herkules skulle även vara första steg i en tvåstegsraket med Oden som andra steg. I denna kombination skulle andrasteget nå höjder på 25–40 km. Den sköts dock aldrig upp som tvåstegsraket.